# گرانیت دلز (آریزونا)
گرانیت دلز (به انگلیسی: Granite Dells) یک منطقهٔ مسکونی در ایالات متحده آمریکا است که در آریزونا واقع شده‌است. گرانیت دلز ۱٬۵۵۱ متر بالاتر از سطح دریا واقع شده‌است.